# مترابطة أسطوانية
زيغنيما أسطوانية (الاسم العلمي: Zygnema cylindricum) هو نوع من الطحالب الخضراء يتبع جنس الزيغنيما من فصيلة الزيغنيمية.